# Église Saint-Georges de Meyraguet de Lacave
L'église Saint-Georges de Meyraguet de Lacave est une église catholique située à Lacave, en France.

## Localisation
L'église est située dans le département français du Lot, au village de Meyraguet, sur le territoire de la commune de Lacave.

## Historique

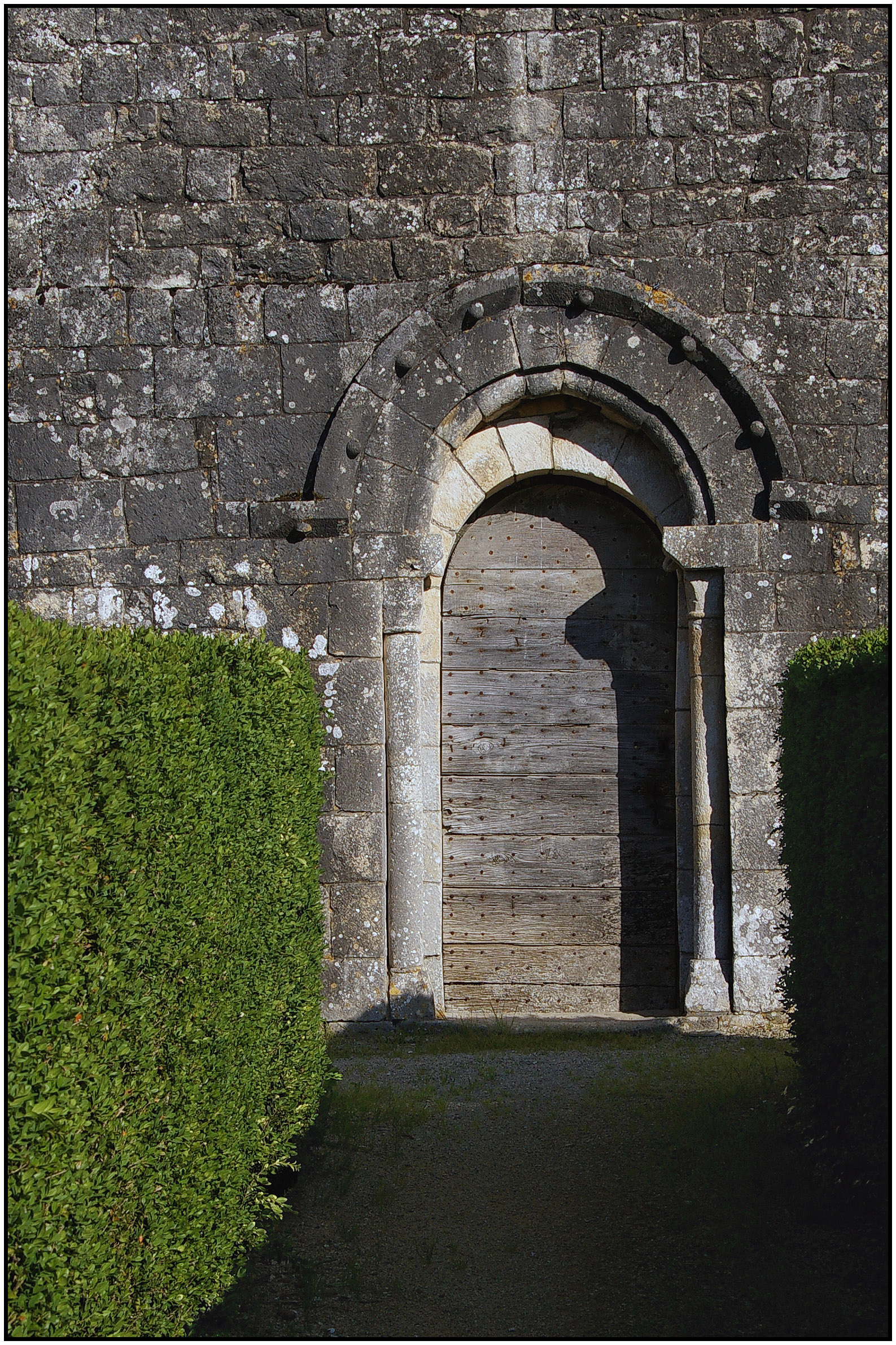
Portail de l'église.

D'après René Clary, la villa de Meyraguet serait mentionné dans le testament d'Adhémar, vicomte des Échelles. Ses libéralités, vers 930, ont permis le développement de l'abbaye Saint-Martin de Tulle.
La première mention certaine de l'église se trouve dans une bulle du pape Pascal II, en 1105.
La partie la plus ancienne de l'église est son portail. Le clocher-mur a probablement été ajouté ultérieurement.
La nef doit être de la seconde moitié du XIIe siècle. 
Le chevalier Annet de Cluzel a reçu du vicomte de Turenne, le 12 mai 1462, la seigneurie de la Treyne « avec toute justice haute, moyenne et basse ». L'église a probablement été partiellement reconstruite avant la mise en place du tombeau d'un Cluzel. Les armoiries des Cluzel se trouvent sur la clef de voûte de la chapelle nord-est. Le gisant de pierre représente un membre de la famille Cluzel en armure. Son style semble indiquer qu'il n'est pas antérieur au deuxième quart du XVIe siècle.
La chapelle sud-ouest a été ajoutée plus tard.
La nef était charpentée à l'origine. La voûte a été réalisée en 1880 ou 1886 grâce à la famille de Cardaillac, propriétaire du château de la Treyne, dont les armes se trouvent sur la clef de voûte de la première travée. Il est probable que les voûtes du chœur et de la chapelle sud-ouest datent de la même époque. On peut voir les armoiries des Cardaillac-Végène sur la clef de voûte de la chapelle sud-ouest.
L'enfeu de la chapelle nord-est a été ajouté en 1952 dans la chapelle pour y installer le sarcophage qui se trouvait auparavant dans la nef, devant le chœur.
Une opération de restauration conduite en 2011 a permis de retrouver trois litres funéraires superposées. La plus ancienne est celle de Jean de La Ramière, seigneur de Meyraguet en 1607.
L'édifice est classé au titre des monuments historiques le 12 octobre 1912.
Plusieurs objets sont référencés dans la base Palissy.

## Description
L'église n'est pas orientée.